# Naifu
Naifu（ナイフ）は、日本のロックバンド。

## 来歴
2005年、ビーイング系列のインディーズレーベルに所属していたバンド、ELFのボーカリストとして活動していた荒神直規、元MR.ORANGEのギタリストであり、SCHONとして自身のプロジェクトでも活動していた森下志音を中心に結成。以降、大阪のライブハウスを中心に活動。
2007年、GIZA studioに所属。
2008年4月にインディーズデビュー。この時は事実上最後のインディーズ活動と位置づけた。この後、キーボード・ボーカルの松尾拓実が脱退し、4人編成となったが、ドラムの山口篤がボーカルと兼任する。『Take The Wave』が2008年4月11日深夜よりテレビ東京系で放映が始まったゴルゴ13のテレビアニメーションのオープニング曲及び同年7月23日発売のメジャーデビューシングル作品となる。
2009年11月9日、12月31日をもって解散することを発表。同年12月31日、解散。6月17日の『SUNSET/在りのままで』発売以降は全く活動しておらず、2009年11月9日に解散発表した。しかし、12月31日の解散まで約2ヶ月解散猶予期間があったが、この期間にもファンイベントや解散ライブは全く行われなかった。大晦日まで解散を猶予した理由は不明である。

## メンバー
- 荒神直規（ボーカル、ギター)　元ELF

1978年4月15日生まれ。
2001年、ELFを結成（それまではヴィジュアル系バンドELF.I.REVUEで活動）。2枚のミニアルバムと1枚のオリジナルアルバムを発売するが、2006年に解散。
Naifuへの加入をきっかけとして、三枝夕夏 IN dbや愛内里菜、上木彩矢、宇浦冴香など同レーベルのアーティストの作品にコーラスで参加する。
2007年、ZARDの追悼ライブ「What a beautiful memory」にコーラスとして参加。
2008年、ZARDの追悼ライブ「What a beautiful memory 2008」にコーラスとして参加。
- 山口篤（ドラム、ボーカル）

7月7日生まれ
中学時代に兄のバンドの影響でドラムを始める。ドラム以外にもクラブでMCを務めたり、トラックメーカーとしても活動。
2007年、ZARDの追悼ライブ「What a beautiful memory」にドラムで参加。
2008年、ZARDの追悼ライブ「What a beautiful memory 2008」にドラムで参加。
2010年、麻井寛史らとWAR-EDとしての活動を経て、2011年にLoe（ロー）を結成。自身で作詞作曲及びボーカルとドラムも担当している。
2015年、新山詩織の2ndアルバム収録曲に作曲家として楽曲提供。
2018年、ロックバンドdpsのドラム（川村篤史へ改名）として再メジャーデビュー。
- 村上風麻（ベース、ボーカル）元寺子屋

6月28日生まれ
小学校の頃に初めてB'zを聞き、大きな影響を受け音楽を始める。
高校生の頃からバンド活動を開始し、インディーズバンドとして東名阪などのライブハウスで活動後、Naifuに参加。
好きなアーティストは NIRVANA、LINKIN PARKなど。
2008年、ZARDの追悼ライブ「What a beautiful memory 2008」にベーシストとして参加。
2010年、4人組バンド（当初は3人）、HAZZEを結成。2013年に解散するもBeingには留まる。
2013年、keiya、GAKらとともに新バンドPurple Stoneを結成し始動したが2018年解散。
- 森下志音（ギター、ボーカル） 元MR.ORANGE/CRAVE（SCHON名義）

1982年1月11日生まれ
1997年、15歳にしてMR.ORANGEでインディーズ・デビュー。
その後の作品では、元MR. BIGのギタリスト、ポール・ギルバートをプロデューサーに迎え、元MEGADETHのギタリスト、マーティー・フリードマンとも共演。
2003年からは愁（AION/MALICE MIZERサポート）、Ju-ken（VAMPS/GACKTバンド）らとともにCRAVEを結成。2006年からはNaifuと平行して、自身のバンドSCHONでも活動。
バンド以外では、上木彩矢などのアーティストへの楽曲提供、プロデュース、演奏参加なども行なっている。
2007年、ZARDの追悼ライブ「What a beautiful memory」にギタリストとして参加。
2008年、ZARDの追悼ライブ「What a beautiful memory 2008」にギタリストとして参加。
2008年、4月7日に発売された、ZARD『愛は暗闇の中で』の編曲を手掛ける。
Naifu解散後にGIZAを離脱し、関東地方へ活動拠点を移した事を自身の公式ブログにて発表。現在も楽曲提供やバックミュージシャンとして活動している。上木彩矢のバック演奏もしている。

### 元メンバー
- 松尾拓実（キーボード、ボーカル）

## ディスコグラフィ

### シングル
| 枚  | 発売日         | タイトル            | 規格品番  |
| --- | -------------- | ------------------- | --------- |
| 1st | 2008年7月23日  | Take The Wave       | GZCA-7120 |
| 2nd | 2008年11月19日 | Mysterious          | GZCA-7129 |
| 3rd | 2009年2月4日   | 恋心 輝きながら     | GZCA-7135 |
| 4th | 2009年6月17日  | SUNSET/在りのままで | GZCA-7145 |

### ミニアルバム
| 枚  | 発売日        | タイトル        | 規格品番 | 備考                         |
| --- | ------------- | --------------- | -------- | ---------------------------- |
| 1st | 2008年4月23日 | ALL OVER NOW EP | TCR-058  | EPというタイトルだが規格はCD |

### オリジナルアルバム
| 枚  | 発売日       | タイトル | 規格品番  |
| --- | ------------ | -------- | --------- |
| 1st | 2009年3月4日 | ONE      | GZCA-5158 |

## タイアップ
| 曲名                | タイアップ                                                           |
| ------------------- | -------------------------------------------------------------------- |
| 広がる青に飛び出せ  | テレビ東京系「JAPAN COUNTDOWN」2008年3月度エンディングテーマ         |
| 広がる青に飛び出せ  | テレビ東京系「PVTV」2008年3月度エンディングテーマ                    |
| Take The Wave       | テレビ東京系アニメ「ゴルゴ13」オープニングテーマ                     |
| Mysterious          | 読売テレビ系テレビアニメ「名探偵コナン」オープニングテーマ           |
| I'm still on my way | 童夢テレビコマーシャルソング                                         |
| 恋心 輝きながら     | よみうりテレビ系テレビアニメ「名探偵コナン」エンディングテーマ       |
| 恋心 輝きながら     | テレビ東京系「JAPAN COUNTDOWN」2009年3月度オープニングテーマ         |
| 恋心 輝きながら     | テレビ金沢「びービーみつばち」2009年2月度エンディングテーマ          |
| ONE                 | 日本テレビ系「NNN Newsリアルタイム」リアルSPORTSテーマソング         |
| SUNSET              | 日本テレビ系「音楽戦士 MUSIC FIGHTER」2009年6月度エンディングテーマ  |
| SUNSET              | テレビ金沢「びービーみつばち」2009年6月度エンディングテーマ          |
| SUNSET              | テーマパーク「スペースワールド」ギャラクシーサマーパーティーCMソング |
| 在りのままで        | テレビ東京系「ゴルフの真髄」エンディングテーマ                       |

## エピソード
公式サイト誕生後、メッセージ第一声は同じ系列のレコード会社に所属していた坂井泉水が亡くなった話である。坂井との面識はあまり無いが、メンバー全員で音楽葬に行ったという。しかし、上記の「ALL OVER NOW EP」のリリース発表時に削除されてしまった。
2006年の6月頃にMU-GENで初めて紹介され、以後ほぼ毎週洋楽カバーのスタジオライブ映像が放送された。当初は斉田才に「村上、山口、松尾の3人組バンド」と紹介され、映像でも3人だけが映っていた。その後、同年9月頃より荒神がボーカルとして紹介されるようになり、10月末からSCHONがギタリストとして紹介されるようになった。メンバー全員がソロボーカルのできるロックバンドである。メンバーはリリース時のインタビューで毎回、ライブをやりたいと言っていたが、一度もライブができずに解散した。